# إدوارد بارسكي
إدوارد ك. بارسكي (بالإنجليزية: Edward K. "Eddie" Barsky)‏ (من مواليد 6 يونيو 1895 - تُوفى 11 فبراير 1975) وهو جراح أمريكي وناشط سياسي. كان بارسكي رئيس اللجنة المشتركة لمناهضة الفاشية، وهي منظمة يرعاها الحزب الشيوعي الأمريكي الذي جمع الأموال لمساعدة اللاجئين من النظام الفرنسي في أواخر الثلاثينيات خلال الحرب الأهلية الإسبانية.

شارة المكتب الطبي الأمريكي

## حياته
ولد إدوارد ك. بارسكي في مانهاتن، مدينة نيويورك في 6 يونيو 1895. بدأ حياته الدراسية في المدارس العامة في المدينة، وتخرج من مدرسة تاونسند هاريس الثانوية. كان ابن جراح في مستشفى بيت إسرائيل في مدينة نيويورك.
حضر بارسكي كلية مدينة نيويورك وتخرج من كلية الأطباء والجراحين بجامعة كولومبيا في عام 1919. بدأ تدريبه الخاص في مستشفى بيت إسرائيل في مدينة نيويورك في عام 1921.
كان بارسكي جراح مشارك في مستشفى بيت إسرائيل في عام 1931.

### في أسبانيا

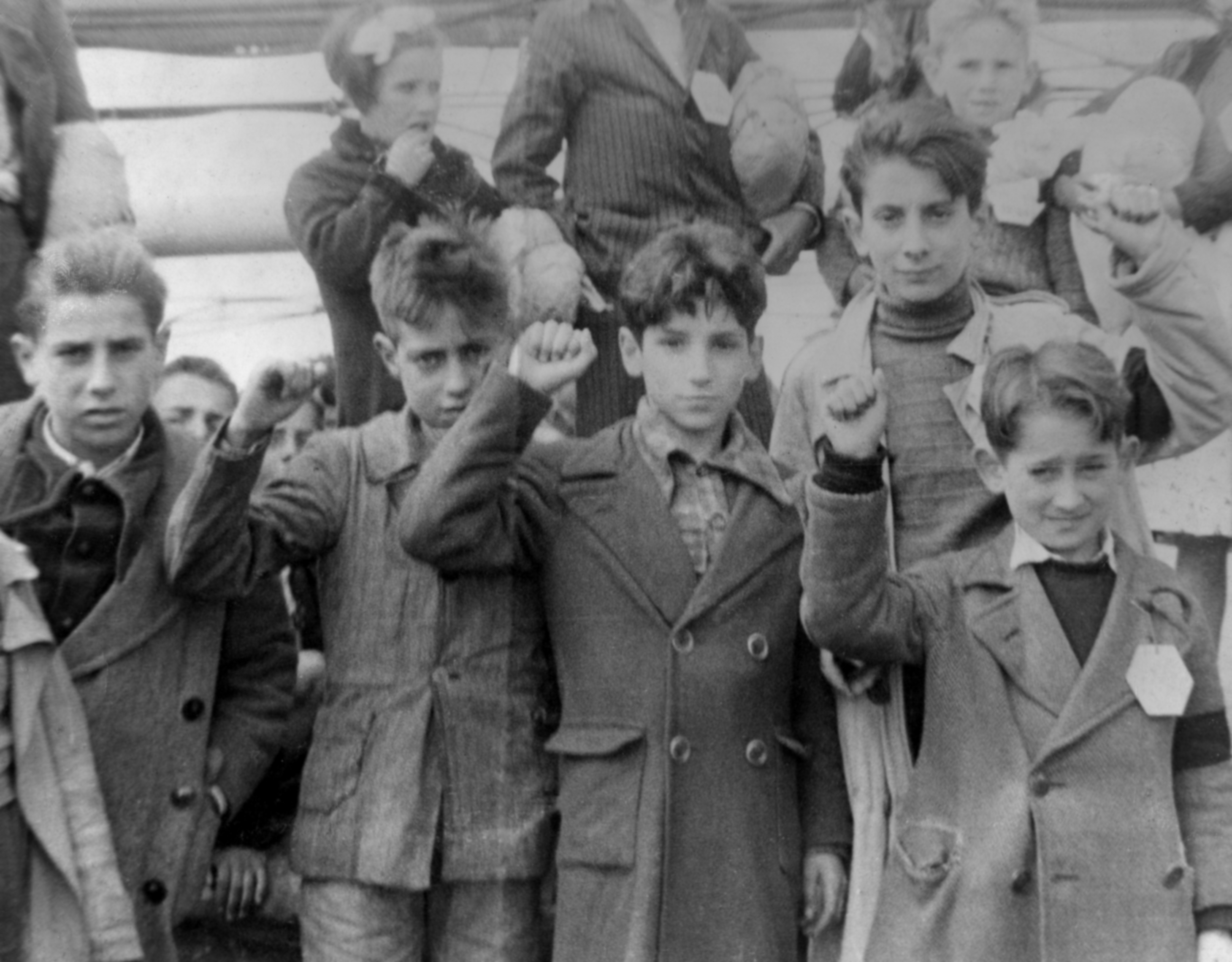
تُظهر الصورة أطفالاً يقومون بالتحية الجمهورية.

أبحر بارسكي إلى إسبانيا في 16 يناير 1937. وهناك خدم في الخدمة الطبية في مختلف المستشفيات الأمريكية. عاد بارسكي إلى الولايات المتحدة من إسبانيا ليعين جراح عام للخدمة الصحية الدولية.
بعد هزيمة القوة الجمهورية، عاد بارسكي إلى الولايات المتحدة الأمريكية في أغسطس 1938.

### فترة ما قبل مكارثي

رئيس HUAC يرد على هجوم الرئيس روزفلت على اللجنة، 26 أكتوبر 1938

تم استدعاء بارسكي للإدلاء بشهادته أمام لجنة الأنشطة غير الأمريكية في 13 فبراير 1946 حيث رفض تسليم الكتب والدفاتر وغيرها من الوثائق المالية للجنة المشتركة لمكافحة الفاشية للاجئين ونتيجة لذلك، اُتهم بارسكي بانتهاك حرمة الكونغرس وقُدم للمحاكمة بسبب تحديه المتعمد لاعضاء الكونغرس.
توفي إدوارد بارسكي في 11 فبراير 1975 في مانهاتن، مدينة نيويورك.